# 한상준 (야구 선수)
한상준(韓尙準, 1980년 11월 23일 ~ )은 KBO 리그 전 SK 와이번스의 외야수이다.

## 출신학교
- 동산고등학교
- 인하대학교

## 등번호
- 19번